# Palau de la Paeria
|  | Aquest article tracta sobre la seu del govern local de Lleida. Si cerqueu el govern local, vegeu «Paeria de Lleida». |

El Palau de la Paeria és la seu de la Paeria de Lleida.
Per paeria s'entén la casa del paer en cap, terme amb què són anomenats els batlles dels consistoris de Lleida, Balaguer i Cervera. El terme paer procedeix de la paraula llatina paciarium, que significa 'persona de pau'. Aquesta forma d'anomenar els batlles, en el cas de la ciutat de Lleida, és un privilegi atorgat l'any 1264 pel rei Jaume I als antics cònsols de la ciutat.
El Palau de la Paeria de Lleida, que allotja la Casa de la Vila des del 1383, és un dels millors edificis del romànic civil tardà conservats a Catalunya, bé que ha estat molt restaurat. El palau, bastit el segle xiii, fou originalment residència dels Sanaüja, senyors de les Borges Blanques, que el vengueren al Comú o Paeria el 1342. Des d'aleshores ha sofert importants reformes.

## Història
El 24 d'octubre de 1149 la Lleida islàmica es rendia a les tropes feudals dels comtes Ramon Berenguer IV de Barcelona, Ermengol VI d'Urgell i dels Templers. La necessitat de regular la nova situació fa que l'any 1150 es redacti la Carta de Poblament, i es garanteix, així, la justícia i l'ordre públic.
Pere I, l'1 d'abril de 1197, concedia a la ciutat el privilegi de Consolat com a forma de govern municipal. A partir d'aquest moment quatre cònsols i vuit prohoms tindran la facultat d'ordenar i governar la ciutat.
L'any 1264, segurament a conseqüència dels pactes de Pau i Treva aprovats en les Corts celebrades al Castell de la Suda el 1214, el rei Jaume I concedia el privilegi de Paeria que ratificava el de Consolat i que significarà un reconeixement de la personalitat jurídica del municipi de Lleida. Quatre paers seran ara els responsables del govern de la ciutat.
El 1383 els marmessors testamentaris de Pere Sanahuja, senyor de les Borges Blanques, van vendre el gran casal als paers de Lleida per 450 sous, d'aquesta manera l'edifici es va convertir en la nova casa de la ciutat. Fins aleshores, la jove institució municipal estava situada en una casa a la costa de Sant Andreu, coneguda com a Paheria Veylla. Però a causa de la manca d'espai a l'hora de reunir els consellers i havent de celebrar les sessions del Consell General en indrets com l'església de Sant Joan, va sorgir la necessitat de buscar un lloc més gran i adequat i la casa dels Sanahuja era la millor opció.
Una vegada instal·lats al nou edifici, els paers van decidir reformar-lo, tot i que l'edifici primitiu era més petit que l'actual es remodelà per a les funcions bàsiques de l'època. A la planta baixa s'ubicaren les dependències per als oficis municipals, al pati interior, en aquell moment descobert, una escalinata de pedra s'alçava fins a la planta noble que s'adequà per albergar la sala de reunions del Consell General.

## L'edifici
Quan al segle xviii es construí la banqueta i la ciutat guanyà terreny al riu, sorgí l'actual avinguda de Blondel. És en aquell moment que l'edifici va perdre el seu aspecte medieval, es realitzaren nous canvis, s'aprofità per aixecar un nou pis i s'adaptà la façana de la plaça als nous corrents de l'època. En aquell moment es va poder pensar també en una façana posterior.
És una obra cabdal del romànic civil català. Va ser cedit pels propietaris a la ciutat el 1383. Des d'aleshores és la seu de l'Ajuntament. La façana que dona al Segre és d'estil neoclàssic (segle xix), però l'aspecte general respon a la remodelació de caràcter neomedieval duta a terme el 1929.
Així, l'any 1867, l'arquitecte Agapit Lamarca projectà una única façana amb un frontis neoclàssic rematat per l'escut de la ciutat. En la façana cal destacar el llarg balcó que abastava tota la seva longitud d'amplada i en el qual s'obrien cinc portalades d'arcs de mig punt.
Arribats als anys vint, l'estructura del noble edifici es trobava cada cop més debilitada. La façana de la plaça va ser apuntalada a causa de l'aparició d'esquerdes. Finalment, el ple municipal va decidir dur a terme el projecte de l'arquitecte Morera i el juliol de 1927 aixecà una bastida per desmuntar i numerar pedra a pedra la façana i el pati romànic, per facilitar l'enderroc i posterior reconstrucció.
Es decideix definitivament reconstruir la Paeria i condicionar el seu interior com a casa de la ciutat. El 1929 s'adjudica el concurs a l'arquitecte Ramon Argilés i Bifet.
A causa de l'envergadura de les obres, la casa consistorial, una vegada més, es trasllada al dispensari municipal, més conegut com la Gota de la Llet (edifici situat darrere de l'actual estació d'autobusos).
Coincidint amb la commemoració del primer aniversari de la II República, el 14 d'abril de 1932, l'alcalde Sal·lustià Estadella Arnó inaugurà el Palau de la Paeria reconstruït.
La importància arquitectònica del Palau de la Paeria de Lleida quedà palesa en un reial decret de 25 de gener de 1980 en què l'edifici fou declarat Bé Cultural d'Interès Nacional.

## Arquitectura
L'edifici de la Paeria s'organitza entorn d'un pati central de planta quadrada, amb unes galeries d'arc de mig punt a la planta baixa i amb uns finestrals triforats, d'arcs de mig punt, a la planta noble, que també es repeteixen a la façana. La distribució del palau és la mateixa que tindran els casals gòtics catalans dels segles xiv-xv, però la seva configuració i decoració segueixen fidels encara a unes pautes de tradició romànica. La sumptuositat ornamental de les motllures-cornisa i guardapols dels arquets i capitells cal relacionar-la precisament amb els tallers d'escultura que treballaven aleshores a la seu.

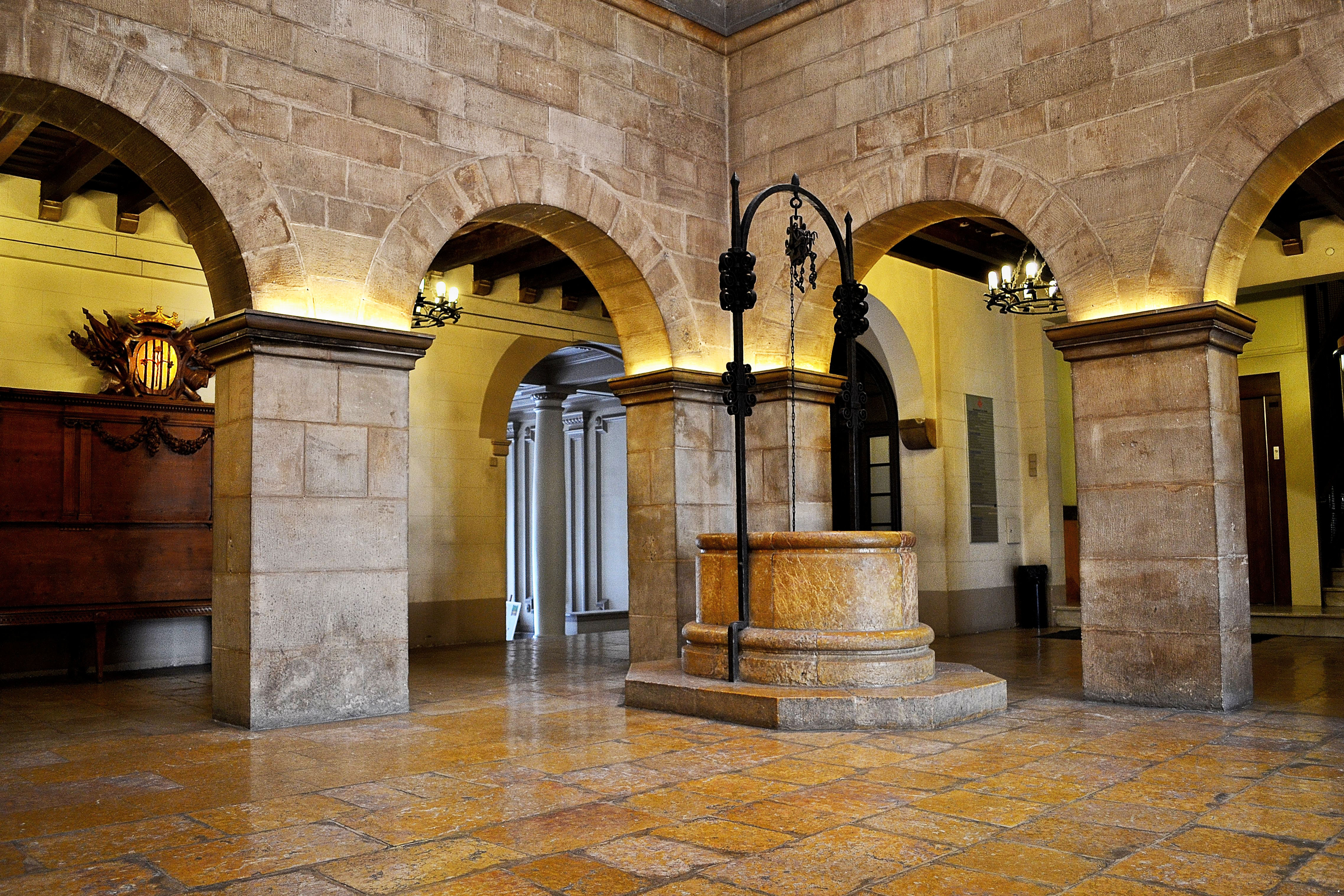
Pati central

La façana de la plaça de la Paeria és fruit en bona part de la restauració neomedievalista feta el 1927 per Ramon Argilés. La planta baixa fou completament reordenada, i s'obrí un portal d'arc de mig punt adovellat, similar al de la casa dels marquesos de la Floresta a Tàrrega (que després seria restaurada a imitació de la Paeria), en lloc dels tres portals d'arc rebaixat existents anteriorment. Sobre la cornisa amb mènsules esculturades que remata el pis de les finestres s'afegí una galeria neogòtica. També es bastí el cos lateral de la dreta que allotja una escala, i se'n modificà l'interior.

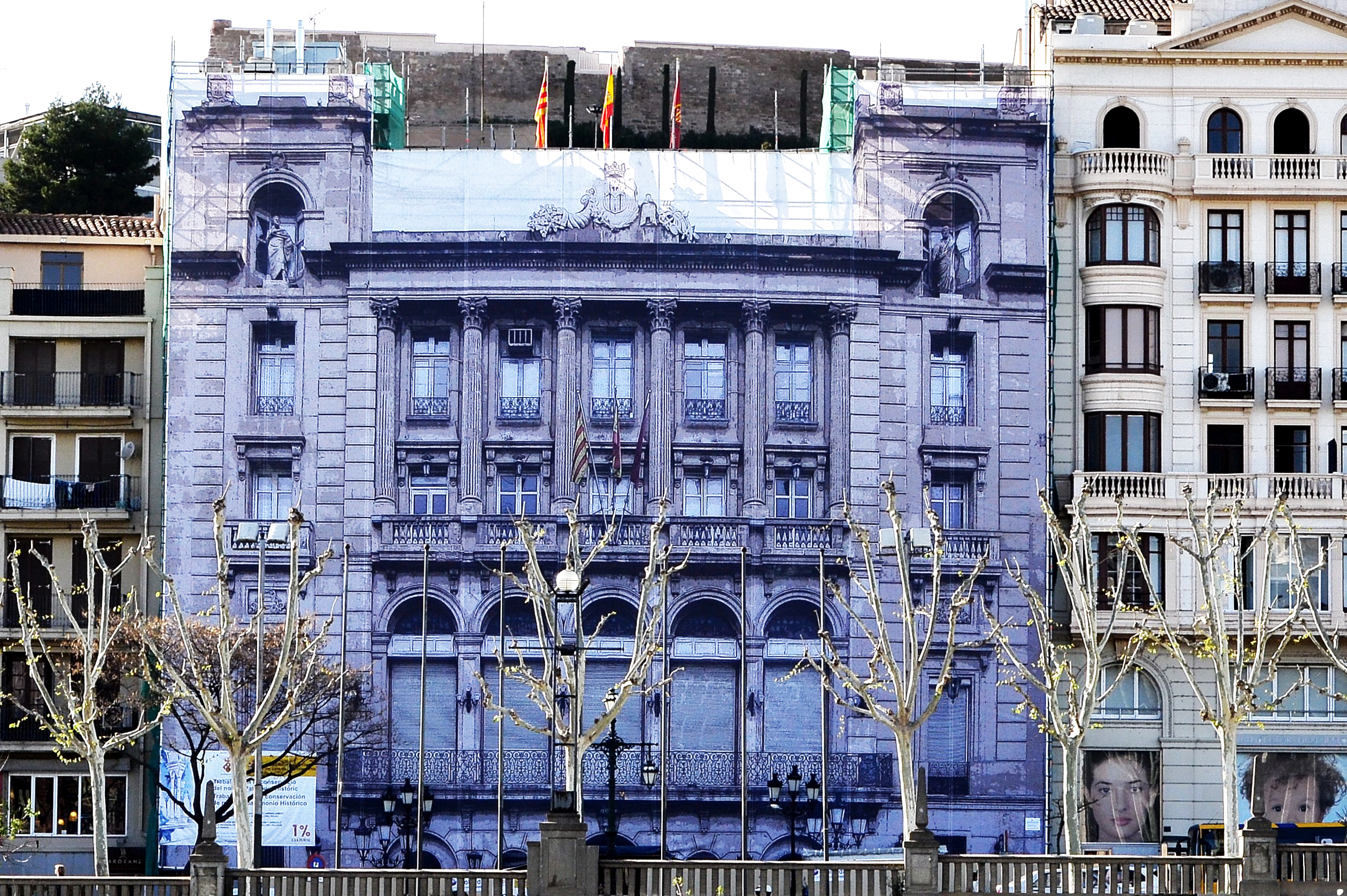
Façana posterior

La façana posterior, que dona al riu, fou remodelada el 1868 en urbanitzar-se la riba del Segre. L'arquitecte Agàpit Lamarca projectà una façana neoclàssica, de planta i pis, així com el pis superior de la façana antiga (que després va ser substituït per la galeria ja esmentada). El 1929-30 la façana neoclàssica fou també modificada, amb l'addició de dos pisos més, ritmats per una columnada de caràcter monumentalista. 
El palau de la Paeria de Lleida, que allotja la Casa de la Vila des del 1383, és un dels millors edificis del romànic civil tardà conservats a Catalunya.
El 1486 es van reformar els soterranis de la Paeria per crear una presó amb estances separades per a homes i dones. La Morra és el nom amb què es coneix la cambra destinada als presos condemnats a mort. Els carreus de les parets de la presó recullen nombrosos grafits que daten dels segles xvi o xvii i representen la crucifixió i claus en senyal de devoció religiosa i manca de llibertat.

## L'arxiu
L'Arxiu Municipal és el responsable del patrimoni documental de l'Ajuntament de Lleida que s'ocupa de gestionar la documentació produïda i rebuda per la institució municipal i de posar-la a l'abast dels usuaris.
Pel seu enquadrament dins d'una institució pública indestriable de la vida ciutadana en general, l'Arxiu té funcions com la informació als ciutadans sobre aspectes històrics i culturals, entre d'altres. En aquest àmbit informatiu es poden incloure les accions de divulgació, tant del contingut general de l'Arxiu com d'aspectes més concrets de la història del municipi. Aquesta voluntat de servei als ciutadans i no només a la mateixa institució, fa que l'arxiu es converteixi en dipositari potencial del patrimoni documental ofert pels ciutadans que ho desitgin.
El primer document que configurarà l'Arxiu serà la Carta de Poblament, datada l'any 1150. A partir d'aquest moment, la vida administrativa de la institució forjarà el seu fons documental, nucli i puntal de l'existència de l'arxiu municipal.

### L'armari de les cinc claus
Gràcies a l'inventari dels privilegis que anualment feien els Paers, sabem que el 1633 es construeix un armari nou ab setse calaixos y a la cara de cada hu ab son paper o albaranets que en quiscun calaix dits privilegis ab plechs lligats y ab son senyal lletra y numero estan posat dit armari tancat ab sinc claus.
El 1644 durant la Guerra dels Segadors aquell armari es va cremar, però es va poder salvar la majoria de la documentació que va ser traslladada una altra vegada, una caixa amb cinc panys.
No serà fins a l'any 1686 en què s'encomana al fuster Anastasi Vidal la construcció de l'armari que ha arribat fins als nostres dies, un nou armari amb 48 calaixos numerats.

## Patrimoni Artístic
Al saló del Retaule de la Paeria de Lleida es conserva el retaule de la Verge dels Paers, obra gòtica realitzada per Jaume Ferrer II. El retaule del segle xv (1451-1454) que adorna la sala noble (on se celebren els matrimonis civils) presidia originalment l'altar de la capella de la Paeria. L'obra té com a figura central la Mare de Déu flanquejada pels arcàngels Gabriel i Miquel. La Mare de Déu, envoltada dels quatre paers, simbolitza la protecció sobre el govern de la ciutat.
Durant el 2012 va viatjar al Museu Nacional d'Art de Catalunya per a l'exposició Catalunya 1400.
A la paret nord del distribuïdor que ordena l'espai de la primera planta de l'edifici hi resideix un mural de Víctor Pérez Pallarés. S'hi pot observar una escena de la llegenda de la concessió dels usos i l'escut de la ciutat de Lleida per part de Jaume I en recompensa per la participació dels cavallers de la ciutat en la conquesta de València el 1238.

## Galeria d'imatges

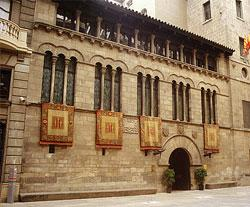
Façana de la Paeria de Lleida
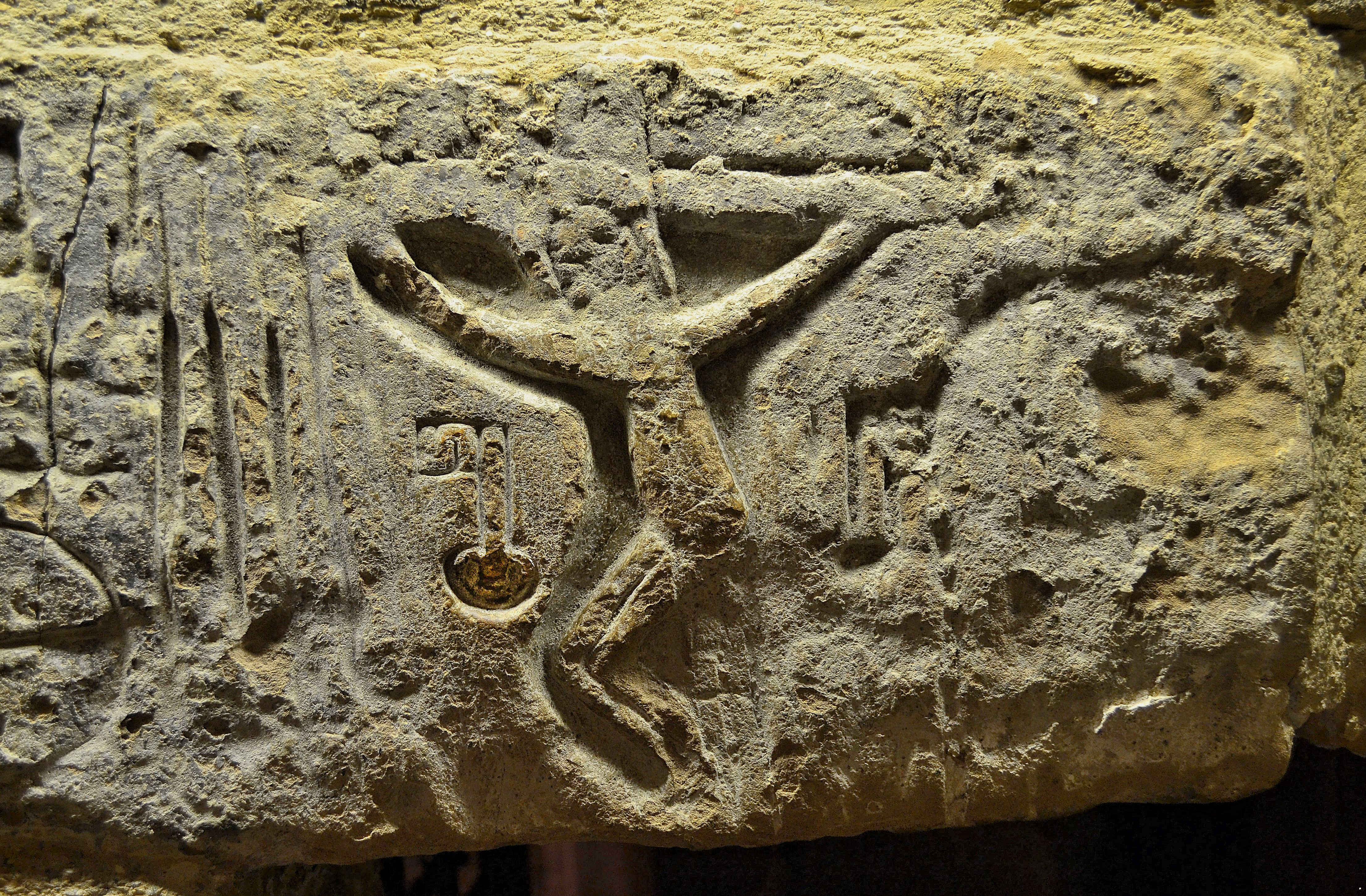
Gravats a les parets de la Morra
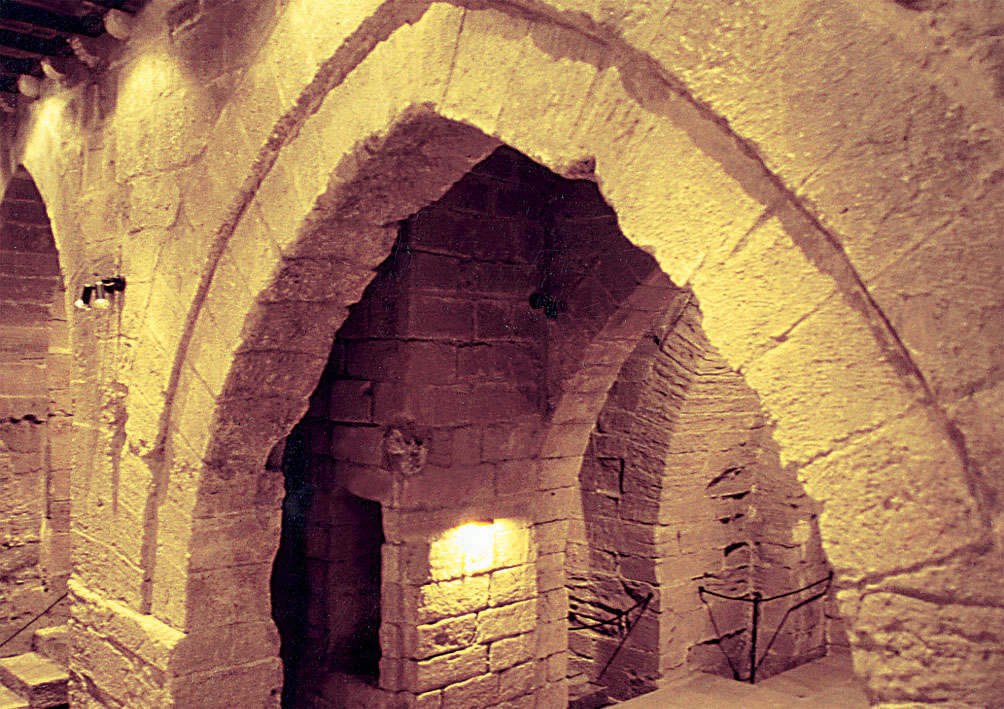
Arcades gòtiques del soterrani
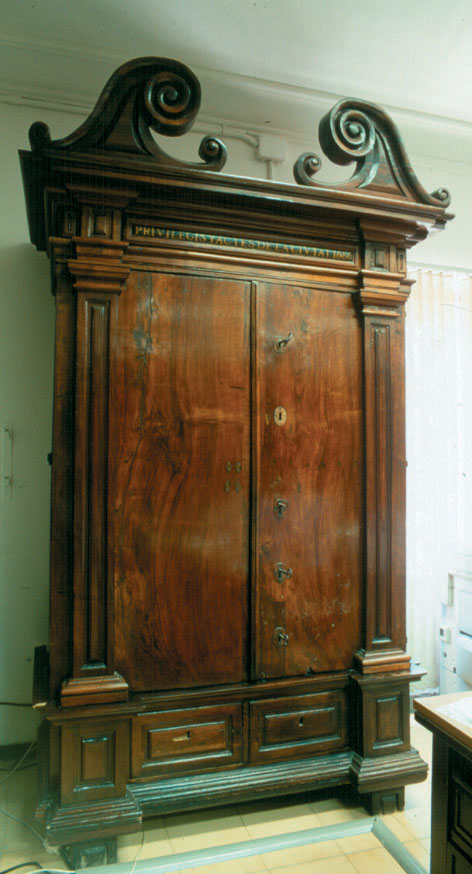
Armari de les cinc claus
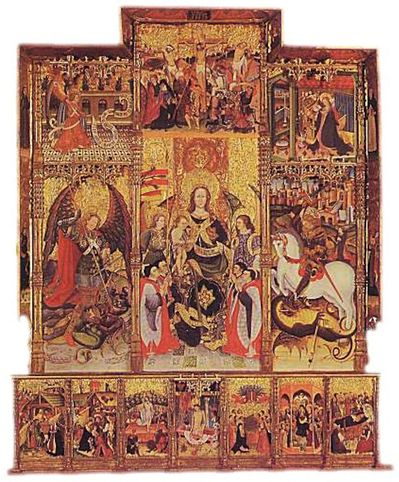
Retaule de la Verge dels Paers